# Cesare Pinarello
Cesare Pinarello (5 de outubro de 1932 — 2 de agosto de 2012) foi um ciclista italiano que conquistou duas medalhas de bronze nos Jogos Olímpicos, em 1952 e 1956.